# Тейлор, Дон
Дон Те́йлор (англ. Don Taylor; 13 декабря 1920, Фрипорт, Пенсильвания — 29 декабря 1998 или 28 декабря 1998, Лос-Анджелес, Калифорния) — американский кинорежиссёр, актёр театра, кино и телевидения, изредка выступал как сценарист и продюсер.

## Биография
Дональд Ритчи Тейлор родился 13 декабря 1920 года в городке Фрипорт (штат Пенсильвания, США). Его родителей звали мистер и миссис Д. Е. Тейлор. Учился актёрскому мастерству в Университете штата Пенсильвания. В 1942 году переехал в Голливуд, где подписал контракт с Metro-Goldwyn-Mayer и начал сниматься в эпизодических ролях. В 1943 году был призван в армию, три года отслужил в Военно-воздушных силах армии США (предшественник ВВС США, существовавший в 1941—1947 годах) в звании капрала. Во время службы играл роль лётчика в бродвейской постановке пьесы «Крылатая победа» (с 20 ноября 1943 по 20 мая 1944) и сыграл ту же роль в одноимённом фильме 1944 года.
С 1956 года, наряду с актёрской деятельностью, Тейлор начал выступать как режиссёр, и добился на этом поприще даже большего успеха. С 1950 по 1985 год выступил сценаристом в двух телефильмах и пяти эпизодах пяти сериалов. С 1962 по 1986 год выступил продюсером в четырёх телефильмах и одном эпизоде одного сериала. Кинематографическую карьеру Тейлор окончил в 1988 году.
Дон Тейлор скончался 29 декабря 1998 года в Медицинском центре Калифорнийского университета в Лос-Анджелесе от сердечной недостаточности.

### Личная жизнь
Дон Тейлор был женат дважды, от этих браков остались четверо детей.

Первой женой Тейлора стала американская актриса кино и телевидения Филлис Эйвери (1922—2011). Брак был заключён 14 сентября 1944 года, 1 февраля 1956 года последовал развод. От этого брака остались двое дочерей: Энн и Эйвери.

Второй женой Тейлора стала англо-американская актриса кино и телевидения Хейзел Корт (1926—2008). Брак был заключён сразу после развода Хейзел, 25 марта 1963 года. От этого брака родилось двое детей: дочь Кортни и сын Джонатан Тейлоры, несмотря на то, что на момент вступления в брак актрисе было уже 37 лет, а её мужу — 43 года. Дон и Хейзел прожили вместе 35 лет до самой смерти Дона Тейлора.

## Избранная фильмография

### Режиссёр
95 фильмов и сериалов с 1956 по 1988 год
Широкий экран
- 1964 — Оседлай дикий прибой[англ.] / Ride the Wild Surf
- 1967 — Бриллиантовый Джек[англ.] / Jack of Diamonds
- 1969 — Армия пяти[итал.] / Un esercito di 5 uomini
- 1971 — Бегство с планеты обезьян / Escape from the Planet of the Apes
- 1973 — Том Сойер / Tom Sawyer
- 1976 — Эхо лета[англ.] / Echoes of a Summer
- 1976 — Великий Скаут и Проститутка Четверг[англ.] / The Great Scout & Cathouse Thursday
- 1977 — Остров доктора Моро / The Island of Dr. Moreau
- 1978 — Омен 2: Дэмиен / Damien: Omen II
- 1980 — Последний отсчёт / The Final Countdown

Телевидение
- 1957—1959 — Альфред Хичкок представляет / Alfred Hitchcock Presents (7 эпизодов)
- 1958—1959 — Стив Каньон / Steve Canyon (10 эпизодов)
- 1958—1959 — Отец-холостяк[англ.] / Bachelor Father (4 эпизода)
- 1958—1960 — Отряд М[англ.] / M Squad (9 эпизодов)
- 1959 — Есть оружие — будут и путешествия[англ.] / Have Gun – Will Travel (2 эпизода)
- 1959—1960 — Деннис-мучитель[англ.] / Dennis the Menace (4 эпизода)
- 1959—1960 — Джонни Ринго[англ.] / Johnny Ringo (3 эпизода)
- 1959—1961 — Стрелок[англ.] / The Rifleman (4 эпизода)
- 1959—1961 — Шоу Дюпона с Джун Эллисон[англ.] / The DuPont Show with June Allyson (8 эпизодов)
- 1960—1961 — Театр Зейна Грея[англ.] / Dick Powell's Zane Grey Theatre (6 эпизодов)
- 1961—1962 — Шах и мат[англ.] / Checkmate (6 эпизодов)
- 1962 — Караван повозок[англ.] / Wagon Train (1 эпизод)
- 1962 — Доктор Килдэр[англ.] / Dr. Kildare (2 эпизода)
- 1962—1963 — Шоу Дика Пауэлла[англ.] / The Dick Powell Show (4 эпизода)
- 1963—1964 — Дочь фермера[англ.] / The Farmer's Daughter (14 эпизодов)
- 1963—1965 — Правосудие Бёрка[англ.] / Burke's Law (8 эпизодов)
- 1965 — Жулики[англ.] / The Rogues (2 эпизода)
- 1965 — Дикий, дикий Запад / The Wild Wild West (2 эпизода)
- 1968 — Летающая монахиня / The Flying Nun (1 эпизод)
- 1968 — Детектив Мэнникс[англ.] / Mannix (1 эпизод)
- 1968 — Большая долина / The Big Valley (1 эпизод)
- 1968 — Название игры[англ.] / The Name of the Game (1 эпизод)
- 1971 — Отряд «Стиляги»[англ.] / The Mod Squad (1 эпизод)
- 1971 — Ночная галерея[англ.] / Night Gallery (2 эпизода)
- 1971—1972 — Детектив Кэннон[англ.] / Cannon (2 эпизода)
- 1972 — Смелые: Новые доктора[англ.] / The Bold Ones: The New Doctors (1 эпизод)
- 1988 — Бриллиантовая ловушка / The Diamond Trap

### Актёр
56 фильмов и сериалов с 1943 по 1969 год
Широкий экран
- 1943 — Человеческая комедия / The Human Comedy — солдат на ж/д станции (в титрах не указан)
- 1943 — Салют морской пехоте[англ.] / Salute to the Marines — Брукс (в титрах не указан)
- 1943 — Пересменка Мейси[англ.] / Swing Shift Maisie — молодой пилот (в титрах не указан)
- 1943 — Тысячи приветствий[англ.] / Thousands Cheer — солдат на ж/д станции (в титрах не указан)
- 1943 — Сумасшедшая девчонка[англ.] / Girl Crazy — студент (в титрах не указан)
- 1944 — Крылатая победа[англ.] / Winged Victory — пилот Денни «Мизинец» Скариано
- 1947 — Песня тонкого человека[англ.] / Song of the Thin Man — Бадди Холлис
- 1948 — Обнажённый город / The Naked City — Джеймс Халлоран
- 1948 — За любовь Мэри[англ.] / For the Love of Mary — Дэвид Пэкстон
- 1949 — Поле битвы / Battleground — Стэндиферд
- 1950 — В тылу врага[англ.] / Ambush — лейтенант Линас Делани
- 1950 — Отец невесты / Father of the Bride — Бакли Данстен
- 1951 — Цель неизвестна[англ.] / Target Unknown — лейтенант Фрэнк Уэбстер
- 1951 — Маленький дивиденд отца / Father's Little Dividend — Бакли Данстен
- 1951 — Горящий полёт[англ.] / Flying Leathernecks — лейтенант Верн «Ковбой» Блит
- 1951 — Голубая вуаль[англ.] / The Blue Veil — доктор Роберт Пэлфри
- 1951 — Команда подводной лодки[англ.] / Submarine Command — лейтенант-командор Питер Моррис
- 1952 — Японская военная невеста[англ.] / Japanese War Bride — Джим Стерлинг
- 1953 — Место назначения — Гоби[англ.] / Destination Gobi — Дженкинс
- 1953 — Девушки Острова удовольствия[англ.] / The Girls of Pleasure Island — лейтенант Джимми Гилмартин
- 1953 — Лагерь для военнопленных № 17 / Stalag 17 — лейтенант Джеймс Данбэр
- 1954 — Джонни Дарк[англ.] / Johnny Dark — Дюк Бенсон
- 1954 — Люди из Шервудского леса[англ.] / The Men of Sherwood Forest — Робин Гуд
- 1955 — Я буду плакать завтра / I'll Cry Tomorrow — Уолли
- 1956 — Дерзкий и смелый[англ.] / The Bold and the Brave — сержант Иуолд «Проповедник» Уолластон
- 1957 — Рабы любви амазонок[англ.] / Love Slaves of the Amazons — доктор Питер Мастерс
- 1962 — Беспощадное оружие[англ.] / Savage Guns — Майк Саммерс
- 1969 — Армия пяти[итал.] / Un esercito di 5 uomini — игрок в покер (в титрах не указан)

Телевидение
- 1954—1956, 1958 — Театр звёзд Шлица[англ.] / Schlitz Playhouse of Stars — разные роли (в 7 эпизодах)
- 1955—1956 — Театр Lux Video[англ.] / Lux Video Theatre — разные роли (в 3 эпизодах)
- 1955, 1957, 1958 — Кульминация![англ.] / Climax! — разные роли (в 3 эпизодах)
- 1957 — Альфред Хичкок представляет / Alfred Hitchcock Presents — профессор Дональд Мейсон (в 1 эпизоде)
- 1961 — Театр Зейна Грея[англ.] / Dick Powell's Zane Grey Theatre — янки (в 1 эпизоде)
- 1962 — Шах и мат[англ.] / Checkmate — Чип Дэмион (в 1 эпизоде)
- 1964 — Закон Бёрка[англ.] / Burke's Law — разные роли (в 2 эпизодах)

### Сценарист
- 1962 — Шах и мат[англ.] / Checkmate — 1 эпизод
- 1963 — Закон Бёрка[англ.] / Burke's Law — 1 эпизод

## Номинации
- 1964[англ.] — Прайм-таймовая премия «Эмми» в категории «Лучший комедийный режиссёр» за сериал «Дочь фермера»[англ.] — номинация[13].
- 1978 — Премия «Сатурн» в категории «Лучший режиссёр» за фильм «Остров доктора Моро» — номинация.